# Eskişehir (tartomány)
Eskişehir tartomány Törökország egyik tartománya a Közép-anatóliai régióban. Nevének jelentése „régi város”. Északnyugaton Bilecik, délen Konya, nyugaton Kütahya, délnyugaton Afyon, keleten Ankara, északon Bolu határolja. Egyetemi város, két felsőoktatási intézménye van, az Anadolu Egyetem és az Eskişehir Osmangazi Egyetem. Székhelye Eskişehir.

## Körzetei
A tartománynak 15 körzete van:
- Alpu
- Beylikova
- Çifteler
- Eskişehir
- Günyüzü
- Han
- İnönü
- Mahmudiye
- Mihalgazi
- Mihalıççık
- Odunpazarı
- Sarıcakaya
- Seyitgazi
- Sivrihisar
- Tepebaşı